# Widuchowa
Widuchowa (in tedesco Fiddichow) è un comune rurale polacco del distretto di Gryfino, nel voivodato della Pomerania Occidentale.
Ricopre una superficie di 209,63 km² e nel 2005 contava 5 608 abitanti.